# Ruslan Malinowskyj
Ruslan Wolodymyrowytsch Malinowskyj (ukrainisch Руслан Володимирович Маліновський, englisch Ruslan Volodymyrovych Malinovskyi; * 4. Mai 1993 in Schytomyr) ist ein ukrainischer Fußballspieler, der seit Sommer 2023 für den italienischen Erstligisten CFC Genua spielt. Der Mittelfeldspieler ist seit März 2015 ukrainischer Nationalspieler.

## Karriere

### Verein
Der in Schytomyr geborene Malinowskyj begann mit dem Fußballspielen beim FK Polissja Schytomyr und wechselte im Jahr 2006 in die Nachwuchsabteilung von Schachtar Donezk. Seit dem Jahr 2010 stand er im Kader der dritten Mannschaft Schachtars und bestritt für diese bis 2012 39 Ligaspiele, in denen er zehn Tore erzielte.
Die Saison 2012/13 verbrachte er auf Leihbasis beim Zweitligisten PFK Sewastopol, wo er 16 Ligaspiele für die erste Mannschaft bestritt und mit dem Verein in die Rückkehr in die erstklassige Premjer-Liha schaffte. In der folgenden Spielzeit 2013/14 absolvierte er Januar 2014 kein einziges Ligaspiel für Sewastopol und wurde deshalb zurückbeordert und an den Ligakonkurrenten den Sorja Luhansk weiterverliehen. Bereits in seinem zweiten Einsatz für die Muschyky beim 3:0-Heimsieg gegen den FK Mariupol am 6. April 2014 (24. Spieltag) erzielte er ein Tor. Er bestritt in dieser Saison acht Ligaspiele, in denen er drei Mal traf.
Auch in der nächsten Spielzeit 2014/15 verblieb er bei Sorja Luhansk und wurde dort zu einem wichtigen Stammspieler sowie zu einem der besten jungen Spieler der höchsten ukrainischen Spielklasse. Er bestritt 23 Ligaspiele, in denen er einen Treffer erzielte und vier Assists beisteuerte. Auch die Hinrunde der Saison 2015/16 spielte er auf Leihbasis bei Luhansk und traf in 13 Ligaspielen drei Mal und lieferte zwei Vorlagen. Überzeugen konnte Malinowskyj jedoch vor allem in den vier Qualifikationsspielen zur UEFA Europa League 2015/16. Unter anderem erzielte er in zwei Spielen gegen den RSC Charleroi insgesamt drei Tore.
Am 1. Januar 2016 wechselte Malinowskyj in einem Leihgeschäft bis Saisonende 2015/16 zum belgischen Erstligisten KRC Genk. Sein Ligadebüt bestritt er am 15. Januar 2016 (22. Spieltag) beim 2:1-Heimsieg gegen den SV Zulte-Waregem. Der eroberte sich rasch einen Stammplatz im Mittelfeld, jedoch endete seine Spielzeit vier Runden vor Schluss aufgrund eines Kreuzbandrisses. Bis dahin hatte er 13 Ligaspiele für Genk bestritten.
Auch die folgende Saison 2016/17 verbrachte er leihweise beim KRC Genk, war jedoch aufgrund des Kreuzbandrisses erst ab Ende Januar 2017 spielfähig. Er kehrte sofort wieder in der Startformation zurück und erzielte am 17. Januar 2017 beim 1:1-Unentschieden gegen den KV Ostende im Hinspiel des Pokalhalbfinales bei seinem Comeback den einzigen Treffer seiner Mannschaft. Am 10. Februar (26. Spieltag) traf er beim 3:0-Auswärtssieg gegen die VV St. Truiden erstmals in der Liga für Genk. Er absolvierte 20 Ligaspiele, in denen er fünf Tore erzielte und sieben weitere Treffer vorbereitete.
Am 29. Mai 2017 wechselte Malinowskyj für eine Gebühr in Höhe von zwei Millionen Euro permanent zu den Blauw-Wit, wo er einen Vierjahresvertrag unterzeichnete. In der Saison 2017/18 erzielte er in 37 Ligaspielen fünf Tore und bereitete drei weitere Tore vor. In der folgenden Spielzeit 2018/19 konnte er sich deutlich verbessern und trug mit 13 Toren und 12 Vorlagen in 37 Ligaspielen wesentlich zum Meistertitel der Mannschaft bei.
Am 16. Juli 2019 wechselte er für eine Ablösesumme in Höhe von 13,7 Millionen Euro zum italienischen Erstligisten Atalanta Bergamo, wo er einen Fünfjahresvertrag unterschrieb. Am 25. August 2019 (1. Spieltag) debütierte er beim 3:2-Auswärtssieg gegen SPAL Ferrara, als er in 54. Spielminute für Remo Freuler eingewechselt wurde. Am 22. Oktober 2019 erzielte er bei der 1:5-Auswärtsniederlage gegen Manchester City in der UEFA Champions League 2019/20 sein erstes Tor für die Nerazzurri. Sein erstes Ligator gelang ihm am 7. Dezember 2019 (15. Spieltag) beim 3:2-Heimsieg gegen Hellas Verona.
Im Januar 2023 wurde der Spieler bis Saisonende an Olympique Marseille ausgeliehen. Im Anschluss griff die im Leihvertrag vereinbarte Kaufpflicht.
Im August 2023 wurde Malinowskyj zurück in die Serie A zum CFC Genua verliehen. Bereits Ende Januar 2024 wurde die Kaufoption von Genua gezogen und Malinowskyj unterschrieb einen Vertrag bis Sommer 2027.

### Nationalmannschaft
Ruslan Malinowskyj absolvierte zwischen Oktober 2011 und März 2012 sechs Länderspiele für die ukrainische U19-Nationalmannschaft, in denen er ein Tor erzielte. Von März 2013 bis Oktober 2014 war er in 19 Länderspielen für die U21 im Einsatz, in denen er zwei Mal traf.
Am 31. März 2015 debütierte Malinowkyj beim 1:1-Unentschieden gegen Lettland in einem freundschaftlichen Länderspiel für die ukrainische Nationalmannschaft, als er in Schlussphase für Roman Besus eingewechselt wurde. Sein erstes Länderspieltor erzielte er am 10. Oktober 2018 beim 1:1-Unentschieden in einem Testspiel gegen Italien. In der erfolgreichen Qualifikation zur Europameisterschaft 2021, die die Ukraine als Gruppenerster abschloss, zählte Malinowskyj zu den Leistungsträgern. Er bestritt alle acht Spiele und erzielte drei Tore und bereitete vier Tore vor.
Bei der Europameisterschaft 2021 stand er im Aufgebot der Ukraine, die im Viertelfinale gegen England ausschied.

## Erfolge
PFK Sewastopol
- Perscha Liha: 2012/13

KRC Genk
- Division 1A: 2018/19

Persönliche Erfolge und Auszeichnungen
- Spieler des Monats der Serie A (2): Mai 2021 und Februar 2022